# Château de la Souche
Le château de la Souche est une ancienne tour forte du XVe siècle, qui se dresse sur la commune de Doyet.

## Situation
Le château de la Souche est situé sur la commune de Doyet, dans le département de l'Allier (dans la région Auvergne-Rhône-Alpes, anciennement Auvergne).

## Description
Le château, y compris le décor intérieur de la grande salle du rez-de-chaussée aux scènes de chasse, les douves, le canal fortifié, l'enceinte extérieure, la basse-cour avec sa mare, à l'exception des bâtiments des communs font l’objet d’une inscription au titre des monuments historiques par arrêté du 30 septembre 1991.
La tour de la Souche se présente, de nos jours, sous la forme d'un « donjon » rectangulaire couronné de mâchicoulis couvert par un toit en pavillon que flanque une tourelle d'escalier carré qui le dépasse en guette. Des meurtrières tournantes sphériques complètent les éléments de défenses.

## Historique
Le château de la Souche est cité en 1359.